# Marissa Neitling
Marissa Neitling (nascuda Marissa Lee Neitling; Lake Oswego, 8 de maig de 1984) és una actriu estatunidenca, coneguda principalment per les seves interpretacions de Kara Foster, a la sèrie de televisió The Last Ship, i de Phoebe, a la pel·lícula San Andreas.

## Biografia
Neitling va néixer a Lake Oswego, Oregon, amb el nom de Marissa Lee Neitling. Els seus pares van ser Joy i Stanley Neitling. Té una germana petita, anomenada Mackenzie Neitling, així com un germà adoptiu, anomenat Adam Dress. Neitling es va graduar al Lake Oswego High School el 2002. Posteriorment es va graduar a la Universitat d'Oregon, on va cursar una doble llicenciatura en matemàtiques i arts. Més tard també va realitzar un màster en Belles Arts a Yale.
El 2007 Neitling va realitzar un cameo a la pel·lícula "The Go-Getter". El 2011 Neitling va aconseguir un paper convidat a la sèrie de televisió Leverage, on va interpretar el paper de Christina Valada / Lacey Beaumont. Més tard, el 2014, va aconseguir interpretar la tinent Kara Foster a l'aclamada sèrie estiuenca de la cadena TNT The Last Ship. El 2015, després d'enviar un vídeo per audició, va ser seleccionada per interpretar Phoebe a la pel·lícula San Andreas.

## Filmografia

### Cinema
| Any  | Títol           | Paper        | Notes         |
| ---- | --------------- | ------------ | ------------- |
| 2007 | The Go-Getter   | Nena plorant | Cameo         |
| 2015 | San Andreas     | Phoebe       |               |
| 2016 | Mysterious Ways | Jenny        | Postproducció |

### Televisió
| Any          | Títol         | Paper                             | Notes            |
| ------------ | ------------- | --------------------------------- | ---------------- |
| 2011         | Leverage      | Christina Valada / Lacey Beaumont | Actriu convidada |
| 2014–present | The Last Ship | Tinent Kara Foster/Green          | Protagonista     |